# Briec
Briec település Franciaországban, Finistère megyében. Lakosainak száma 5815 fő (2022. január 1.). Briec Cast, Edern, Ergué-Gabéric, Gouézec, Landrévarzec, Landudal, Langolen, Lothey és Quimper községekkel határos.

## Népesség
A település népességének változása:
| Lakosok száma | 3436 | 4587 | 4546 | 5103 | 5554 | 5625 | 5630 | 5675 | 5736 | 5815 |
|               | 1968 | 1982 | 1990 | 2006 | 2013 | 2015 | 2017 | 2019 | 2020 | 2022 |